# Jurinella ferruginea
Jurinella ferruginea là một loài ruồi trong họ Tachinidae.